# Championnats d'Europe de patinage artistique 1988
Navigation
Édition précédente Édition suivante
Les championnats d'Europe de patinage artistique 1988 ont lieu du 12 au 17 janvier 1988 à Prague en Tchécoslovaquie.

## Qualifications
Les patineurs sont éligibles à l'épreuve s'ils représentent une nation européenne membre de l'Union internationale de patinage (International Skating Union en anglais). Les fédérations nationales sélectionnent leurs patineurs en fonction de leurs propres critères.
Sur la base des résultats des championnats d'Europe 1987, l'Union internationale de patinage autorise chaque pays à avoir de une à trois inscriptions par discipline. 

## Podiums
| Épreuves                            | Or                                    | Argent                              | Bronze                              |
| ----------------------------------- | ------------------------------------- | ----------------------------------- | ----------------------------------- |
| Messieurs résultats détaillés       | Alexandre Fadeïev                     | Vladimir Kotin                      | Viktor Petrenko                     |
| Dames résultats détaillés           | Katarina Witt                         | Kira Ivanova                        | Anna Kondrashova                    |
| Couples résultats détaillés         | Ekaterina Gordeeva / Sergueï Grinkov  | Larisa Seleznyova / Oleg Makarov    | Peggy Schwarz / Alexander König     |
| Danse sur glace résultats détaillés | Natalia Bestemianova / Andreï Boukine | Natalia Annenko / Genrikh Sretenski | Isabelle Duchesnay / Paul Duchesnay |

## Tableau des médailles
| Rang  | Nation             | Or | Argent | Bronze | Total |
| ----- | ------------------ | -- | ------ | ------ | ----- |
| 1     | Union soviétique   | 3  | 4      | 2      | 9     |
| 2     | Allemagne de l'Est | 1  | 0      | 1      | 2     |
| 3     | France             | 0  | 0      | 1      | 1     |
| Total | Total              | 4  | 4      | 4      | 12    |

## Détails des compétitions
Pour la saison 1987/1988, les calculs des points se font selon la méthode suivante :
- chez les Messieurs et les Dames (0.6 point par place pour les figures imposées, 0.4 point par place pour le programme court, 1 point par place pour le programme libre)
- chez les couples artistiques (0.4 point par place pour le programme court, 1 point par place pour le programme libre)
- en danse sur glace (0.6 point par place pour les trois danses imposées, 0.4 point par place pour la danse originale, 1 point par place pour la danse libre)

### Messieurs
| Rang | Nom                   | Nation               | Points | Fig. impo. | Prog. court | Prog. libre |
| ---- | --------------------- | -------------------- | ------ | ---------- | ----------- | ----------- |
| 1    | Alexandre Fadeïev     | Union soviétique     | 2.0    | 1          | 1           | 1           |
| 2    | Vladimir Kotin        | Union soviétique     | 5.4    | 2          | 3           | 3           |
| 3    | Viktor Petrenko       | Union soviétique     | 5.8    | 5          | 2           | 2           |
| 4    | Grzegorz Filipowski   | Pologne              | 8.4    | 4          | 5           | 4           |
| 5    | Richard Zander        | Allemagne de l'Ouest | 11.2   | 6          | 4           | 6           |
| 6    | Heiko Fischer         | Allemagne de l'Ouest | 11.2   | 3          | 6           | 7           |
| 7    | Petr Barna            | Tchécoslovaquie      | 12.6   | 8          | 7           | 5           |
| 8    | Oliver Höner          | Suisse               | 15.4   | 7          | 8           | 8           |
| 9    | Paul Robinson         | Royaume-Uni          | 20.8   | 13         | 10          | 9           |
| 10   | Axel Médéric          | France               | 23.8   | 12         | 9           | 13          |
| 11   | Frédéric Lipka        | France               | 24.0   | 10         | 20          | 10          |
| 12   | Alessandro Riccitelli | Italie               | 27.4   | 11         | 17          | 14          |
| 13   | András Száraz         | Hongrie              | 27.6   | 15         | 19          | 11          |
| 14   | Ralph Burghart        | Autriche             | 27.6   | 9          | 13          | 17          |
| 15   | Peter Johansson       | Suède                | 28.8   | 20         | 12          | 12          |
| 16   | Oula Jääskeläinen     | Finlande             | 30.6   | 17         | 11          | 16          |
| 17   | Michael Huth          | Allemagne de l'Est   | 34.0   | 21         | 16          | 15          |
| 18   | Rico Krahnert         | Allemagne de l'Est   | 35.0   | 19         | 14          | 18          |
| 19   | Henrik Walentin       | Danemark             | 35.8   | 18         | 15          | 19          |
| 20   | Jaroslav Suchý        | Tchécoslovaquie      | 39.0   | 16         | 21          | 21          |
| 21   | Tomislav Čižmešija    | Yougoslavie          | 39.6   | 14         | 23          | 22          |
| 22   | Cornel Gheorghe       | Roumanie             | 41.0   | 23         | 18          | 20          |
| 23   | Przemysław Noworyta   | Pologne              | 45.0   | 22         | 22          | 23          |
| 24   | Fernando Soria        | Espagne              | 48.0   | 24         | 24          | 24          |

### Dames
| Rang                                          | Nom                | Nation               | Points | Fig. impo. | Prog. court | Prog. libre |
| --------------------------------------------- | ------------------ | -------------------- | ------ | ---------- | ----------- | ----------- |
| 1                                             | Katarina Witt      | Allemagne de l'Est   | 2.6    | 2          | 1           | 1           |
| 2                                             | Kira Ivanova       | Union soviétique     | 4.4    | 1          | 2           | 3           |
| 3                                             | Anna Kondrashova   | Union soviétique     | 5.0    | 3          | 3           | 2           |
| 4                                             | Claudia Leistner   | Allemagne de l'Ouest | 9.8    | 4          | 6           | 5           |
| 5                                             | Simone Koch        | Allemagne de l'Est   | 12.2   | 11         | 4           | 4           |
| 6                                             | Natalia Gorbenko   | Union soviétique     | 15.8   | 6          | 13          | 7           |
| 7                                             | Agnès Gosselin     | France               | 16.6   | 8          | 7           | 9           |
| 8                                             | Tamara Téglássy    | Hongrie              | 17.8   | 9          | 11          | 8           |
| 9                                             | Marina Kielmann    | Allemagne de l'Ouest | 18.2   | 17         | 5           | 6           |
| 10                                            | Joanne Conway      | Royaume-Uni          | 20.6   | 5          | 14          | 12          |
| 11                                            | Iveta Voralova     | Tchécoslovaquie      | 26.0   | 13         | 18          | 11          |
| 12                                            | Stefanie Schmid    | Suisse               | 26.2   | 16         | 9           | 13          |
| 13                                            | Beatrice Gelmini   | Italie               | 26.6   | 15         | 19          | 10          |
| 14                                            | Katrien Pauwels    | Belgique             | 27.0   | 7          | 17          | 16          |
| 15                                            | Mirela Gawłowska   | Pologne              | 28.4   | 12         | 8           | 18          |
| 16                                            | Claude Péri        | France               | 30.0   | 20         | 10          | 14          |
| 17                                            | Željka Čižmešija   | Yougoslavie          | 30.8   | 10         | 12          | 20          |
| 18                                            | Lotta Falkenbäck   | Suède                | 31.4   | 14         | 15          | 17          |
| 19                                            | Petra Vonmoos      | Suisse               | 35.2   | 23         | 16          | 15          |
| 20                                            | Yvonne Pokorny     | Autriche             | 38.6   | 18         | 22          | 19          |
| 21                                            | Anisette Torp-Lind | Danemark             | 42.2   | 22         | 20          | 21          |
| 22                                            | Katerina Novakova  | Tchécoslovaquie      | 42.8   | 19         | 21          | 23          |
| 23                                            | Elina Hanninen     | Finlande             | 43.8   | 21         | 23          | 22          |
| 24                                            | Eva Plaszko        | Hongrie              | 48.6   | 25         | 24          | 24          |
| Patineuses éliminées après le programme court |                    |                      |        |            |             |             |
| 25                                            | Marta Olozagarre   | Espagne              |        | 24         | 26          | NC          |
| 26                                            | Anita Thorenfeldt  | Norvège              |        | 26         | 25          | NC          |
| 27                                            | Asia Alexieva      | Bulgarie             |        | 27         | 27          | NC          |

### Couples
| Rang | Nom                                  | Nation               | Points | Prog. court | Prog. libre |
| ---- | ------------------------------------ | -------------------- | ------ | ----------- | ----------- |
| 1    | Ekaterina Gordeeva / Sergueï Grinkov | Union soviétique     | 1.4    | 1           | 1           |
| 2    | Larisa Seleznyova / Oleg Makarov     | Union soviétique     | 2.8    | 2           | 2           |
| 3    | Peggy Schwarz / Alexander König      | Allemagne de l'Est   | 4.2    | 3           | 3           |
| 4    | Natalia Mishkutenok / Artur Dmitriev | Union soviétique     | 5.6    | 4           | 4           |
| 5    | Mandy Wötzel / Axel Rauschenbach     | Allemagne de l'Est   | 7.4    | 6           | 5           |
| 6    | Lenka Knapová / René Novotný         | Tchécoslovaquie      | 8.0    | 5           | 6           |
| 7    | Brigitte Groh / Holger Maletz        | Allemagne de l'Ouest | 9.8    | 7           | 7           |
| 8    | Cheryl Peake / Andrew Naylor         | Royaume-Uni          | 11.2   | 8           | 8           |
| 9    | Anuschka Gläser / Stefan Pfrengle    | Allemagne de l'Ouest | 12.6   | 9           | 9           |
| 10   | Lisa Cushley / Neil Cushley          | Royaume-Uni          | 14.0   | 10          | 10          |
| 11   | Dagmar Kovarova / Karel Komar        | Tchécoslovaquie      | 15.4   | 11          | 11          |

### Danse sur glace
| Rang    | Nom                                     | Nation               | Points | Danses imposées | Danse originale | Danse libre |
| ------- | --------------------------------------- | -------------------- | ------ | --------------- | --------------- | ----------- |
| 1       | Natalia Bestemianova / Andreï Boukine   | Union soviétique     | 2.0    | 1               | 1               | 1           |
| 2       | Natalia Annenko / Genrikh Sretenski     | Union soviétique     | 4.0    | 2               | 2               | 2           |
| 3       | Isabelle Duchesnay / Paul Duchesnay     | France               | 7.6    | 5               | 4               | 3           |
| 4       | Maïa Oussova / Alexandre Jouline        | Union soviétique     | 7.6    | 4               | 3               | 4           |
| 5       | Kathrin Beck / Christoff Beck           | Autriche             | 8.4    | 3               | 4               | 5           |
| 6       | Klára Engi / Attila Tóth                | Hongrie              | 12.0   | 6               | 6               | 6           |
| 7       | Lia Trovati / Roberto Pelizzola         | Italie               | 14.0   | 7               | 7               | 7           |
| 8       | Sharon Jones / Paul Askham              | Royaume-Uni          | 16.6   | 9               | 8               | 8           |
| 9       | Viera Řeháková / Ivan Havránek          | Tchécoslovaquie      | 18.6   | 10              | 9               | 9           |
| 10      | Corinne Paliard / Didier Courtois       | France               | 20.6   | 11              | 10              | 10          |
| 11      | Stefania Calegari / Pasquale Camerlengo | Italie               | 22.6   | 12              | 11              | 11          |
| 12      | Honorata Górna / Andrzej Dostatni       | Pologne              | 24.6   | 13              | 12              | 12          |
| 13      | Andrea Juklova / Martin Šimeček         | Tchécoslovaquie      | 26.6   | 14              | 13              | 13          |
| 14      | Andrea Weppelmann / Hendryk Schamberger | Allemagne de l'Ouest | 29.0   | 15              | 15              | 14          |
| 15      | Susanna Rahkamo / Petri Kokko           | Finlande             | 30.2   | 16              | 14              | 15          |
| 16      | Desiree Schlegel / Patrik Brecht        | Suisse               | 32.6   | 17              | 16              | 16          |
| 17      | Annalisa Meyers / Justin Green          | Royaume-Uni          | 34.6   | 18              | 17              | 17          |
| Abandon | Antonia Becherer / Ferdinand Becherer   | Allemagne de l'Ouest |        | 8               |                 |             |